# Epicephala nephelodes
Epicephala nephelodes là một loài bướm đêm thuộc họ Gracillariidae. Nó được tìm thấy ở Queensland.